# Pantenol
Pantenol je provitamin B5. Je alkoholna oblika pantotenske kisline, v katero se metabolizira v globljih plasteh kože. Krema vlaži kožo, pospešuje delitev celic, deluje protivnetno ter učinkovito blaži akutne opekline. Skozi kožo prehaja tudi do lasnih korenin, kjer pospešuje obnavljanje celic in tako ohranja vitalnost las. Uravnava vlažnost las in lasišča ter preprečuje cepljenje konic, krepi lase ter jim daje voljnost in sijaj. 
Uporablja se v raznih kremah proti opeklinam (v obliki losjona) in šamponih, kot bombone pa so ga vzeli iz prodaje in se ga dobi samo še na zdravniški recept.

## Delovanje
Dekspantenol hitro prodira v kožo kjer se v njenih celicah preoblikuje v pantotensko kislino, ki s cisteaminom in adenozintrifosfatom tvori koencim A. Koencim A je nenadomestljiv in bistven pri metabolizmu, delovanju, razvoju in obnavljanju kožnih epitelijskih celic.
CAS Registry Number: 000081-13-0 
C9 H19 N O4 
Molekularna teža : 205.25

## Ostali nazivi
- Butanamide, 2,4-dihydroxy-N-(3-hydroxypropyl)-3,3-dimethyl-, (R)-
- Butyramide, 2,4-dihydroxy-N-(3-hydroxypropyl)-3,3-dimethyl-, D-(+)-
- Butanamide, 2,4-dihydroxy-N-(3-hydroxypropyl)-3,3-dimethyl-, (2R)-
- D-Panthenol
- Dexpanthenol (DCIR)
- Dexpanthenolum
- Panthenol
- Dekspantenol,
- Panthenol,
- Propanolamine, N-pantoyl-
- d-Pantothenyl alcohol

## Komercialna imena
- Bepanthen,...